# Vajèn van den Bosch
 (janvier 2019).
Si vous disposez d'ouvrages ou d'articles de référence ou si vous connaissez des sites web de qualité traitant du thème abordé ici, merci de compléter l'article en donnant les références utiles à sa vérifiabilité et en les liant à la section « Notes et références ».
Vajèn van den Bosch, née le 13 mars 1998 à Oijen, est une actrice, doubleuse, chanteuse et auteure-compositrice-interprète néerlandaise.

## Filmographie

### Cinéma
- 2015 : SpangaS in actie : Juliette Vrolijks
- 2016 : Vaiana : Vaiana
- 2016 : Hart Beat : Zoë
- 2018 : First Kiss : Roos
- 2018 : Ralph Breaks the Internet : Vaiana

### Téléfilms
- 2014–2015 : SpangaS : Juliette Vrolijks
- 2016 : Goede tijden, slechte tijden : Moon van Panhuys
- 2016–2018 : Nieuwe Tijden (nl) : Moon van Panhuys
- 2016–2017 : Ghost Rockers (nl) : Fenne Dijkstra
- 2017–2018 : De Spa (nl) : Dominique Vlieger

## Discographie

### Comédies musicales
- 2008–2009 : The Sound of Music :	Martha von Trapp
- 2009 : Joseph and the Amazing Technicolor Dreamcoat :	Esther
- 2010 : Octopussy
- 2010–2011 : Mary Poppins : Jane Banks
- 2011–2012 : De musical Droomvlucht : Lila
- 2012 : RevueOss anno nu : Guusje
- 2012–2013 : Shrek the Musical : Fiona
- 2013 : De Engel van Amsterdam : Rafaël
- 2013 : Titus : Titia
- 2013–2014 : De sprookjesmusical Klaas Vaak (nl) : La grenouille Anura
- 2014–2015 : The Sound of Music : Liesl Von Trapp
- 2015–2016 : Grease : Sandy
- 2016–2017 : Musicals in Concert : Soliste
- 2016–2017 : De gelaarsde kat : Princesse Tessa
- 2017–2018 : On Your Feet! (nl) : Gloria Estefan
- 2019–2020 : Kinky Boots : Lauren

### Singles
- 2012 : The Climb (sorti le 17 février 2012)
- 2012 : Show me heaven (sorti le 23 mars 2012)
- 2013 : Een Wereld Van Licht (sorti le 19 décembre 2012)